# Carbonato di piombo
Il carbonato di piombo è il sale di piombo(II) dell'acido carbonico, di formula PbCO3.
È il costituente principale della biacca, il pigmento bianco artificiale più utilizzato in pittura fin dall'antichità.
A temperatura ambiente si presenta come un solido bianco inodore. È un composto tossico per la riproduzione, nocivo, pericoloso per l'ambiente.
La biacca in presenza di acido solfidrico (H2S) si trasforma in solfuro di piombo di colore nero. Questo fenomeno rappresenta uno dei più importanti problemi di alterazione possibili nelle pitture murali.
In natura si trova allo stato minerale col nome di cerussite.

## Struttura
Come tutti i carbonati di metallo, il carbonato di piombo (II) adotta una struttura densa e altamente reticolata costituita da siti di catione di CO32- e metallo. Come verificato dalla cristallografia a raggi X, i centri Pb(II) sono eptacoordinati, essendo circondati da più ligandi di carbonato. I centri del carbonato sono legati in modo tale da formare un legame bidentato con un singolo Pb e collegarsi ad altri cinque siti di atomi differenti.

## Produzione e utilizzo
Il carbonato di piombo viene prodotto facendo passare l'anidride carbonica in una soluzione diluita a freddo di diacetato di piombo, oppure agitando una sospensione di un sale di piombo più solubile del carbonato con carbonato di ammonio a bassa temperatura:
{\displaystyle {\ce {Pb(CH3COO) 2 + (NH4) 2CO3 -> PbCO3 + 2 NH4(CH3COO)}}}
Il carbonato di piombo viene utilizzato come catalizzatore per polimerizzare la formaldeide in poliossimetilene. Migliora inoltre il legame del cloroprene al filo.

## Normativa
La fornitura e l'uso di questo composto sono limitati in Europa